# Echinorhynchus abyssicola
Echinorhynchus abyssicola är en hakmaskart som beskrevs av Dollfus 1931. Echinorhynchus abyssicola ingår i släktet Echinorhynchus och familjen Echinorhynchidae. Inga underarter finns listade i Catalogue of Life.